# Communauté de communes du Pays de Mortrée
La communauté de communes du Pays de Mortrée est une ancienne communauté de communes française, située dans le département de l'Orne et la région Basse-Normandie.

## Histoire
Créée en décembre 1996, la communauté de communes fusionne le 1er janvier 2013 avec les communautés de communes du Pays de Sées et du Pays d'Essay pour former la communauté de communes des Sources de l'Orne. Seule la commune de Vrigny rejoint alors la communauté de communes du Pays d'Argentan.

## Composition
La communauté de communes regroupait onze communes (dix du canton de Mortrée et une du canton de Carrouges) :
1. Almenêches
2. La Bellière
3. Boissei-la-Lande
4. Le Cercueil
5. Le Château-d'Almenêches
6. Francheville
7. Marmouillé
8. Médavy
9. Montmerrei
10. Mortrée
11. Vrigny

## Administration
| Période                                  | Période       | Identité              | Étiquette | Qualité               |
| ---------------------------------------- | ------------- | --------------------- | --------- | --------------------- |
| janvier 1997                             | mars 2003     | Antoine Karcher       |           | Maire de Médavy       |
| mars 2003                                | décembre 2012 | Guy-Raoul d'Harambure | DvD       | Maire de Francheville |
| Les données manquantes sont à compléter. |               |                       |           |                       |